# Vincent Black Shadow
La Vincent Black Shadow est une motocyclette 1 000 cm3 classique des années 1950, la moto la plus puissante et la plus rapide de son époque,,.